# Phalaenopsis micholitzii
Phalaenopsis micholitzii — эпифитное трявянистое растение семейства Орхидные.
Вид не имеет устоявшегося русского названия, в русскоязычных источниках используется научное название Phalaenopsis micholitzii.

## Синонимы
- Polychilos micholitzii (Rolfe) P.S.Shim 1982

## Биологическое описание
Миниатюрный моноподиальный эпифит.

Корни длинные, хорошо развитые. 

Стебель укороченный, скрыт основаниями листьев. 

Листья продолговато-овальные, длиной до 16 см, шириной — до 6 см. 

Цветонос многолетний, короткий, длиной до 5 см, несет 1-3 цветка. Хорошо развитые растения образуют сразу по нескольку цветоносов. Новые цветки распускаются после увядания предыдущих. 

Цветки диаметром до 6 см, восковые, слабо-ароматные. Продолжительность жизни цветка, до 3-х недель. Лепестки белые или кремового цвета, часто с широкой нежно-зеленоватой окантовкой, губа белая с оранжевым пятном по жёлтому фону. Форма цветка часто неправильная, лепестки неровные, произвольно изогнутые.

## Ареал, экологические особенности
Эндемик Филиппин. Этот вид найден лишь на двух островах: Лусон (провинция Камаринес Сур) и Минданао (провинция Замбоанга).
На стволах и ветвях деревьев в лесах на высотах до 400 метров над уровнем моря. Цветёт осенью. 
Леса в этих районах не охраняются и подвержены антропогенному воздействию (заготовка леса, подсечно-огневая технология сельского хозяйства и расширение поселений). 

Вид находится на грани вымирания и занесён в Международную Красную книгу. Относится к числу охраняемых видов (II приложение CITES).
В местах естественного произрастания сезонных температурных колебаний практически нет. Круглый год дневная температура 28-33°С, ночная 18-23°С. Относительная влажность воздуха — 75-90 %. 

Сухой сезон с декабря по май (среднемесячное количество осадков 10-50 мм).

## История описания
Название получил в честь своего первооткрывателя, немецкого сборщика орхидей Вильгельма Миколитса (de:Wilhelm Micholitz(1854-1932гг)). Миколитс работал на садоводческую фирму Сандера. В 1889 г. Сандер ввел Phalaenopsis micholitzii в культуру. Через некоторое время растения были отправлены для описания ботанику Генриху-Густаву Рейхенбаху, который, в тот же год умер. По завещанию учёного гербарий был засекречен на 25 лет. Поэтому первое официальное описание вида появилось в 1890 г. и принадлежало другому учёному — Рольфу. После рассекречивания архива и гербария Рейхенбаха, описание сделанное Рольфом было скорректировано и дополнено.
Имя Вильгельма Миколитса несут многие виды растений, так же без его упоминания не обходится ни один серьёзный труд о семействе Орхидных. Его жизни и работе посвящена обширная литература. Его основные путешествия: Филиппины (1884—1885 гг), острова Ару (1890 г), Молуккские острова (1891 г), Папуа-Новая Гвинея и Суматра (1891—1892 гг), острова Амбон и Натуна (1892—1898 гг), Бирма и Южная Америка (1900 г).

## В культуре
В культуре редок, считается сложным, отличается довольно медленным ростом.
Температурная группа — теплая. Для нормального цветения обязателен перепад температур день/ночь в 5-8°С.
Требования к свету: 800—1200 FC, 8608—12912 lx.
Цветоносы многолетние, обрезают их только после естественного усыхания. В культуре цветёт в любое время года.
Общая информация о агротехнике в статье Фаленопсис.
В гибридизации используется не часто.

## Первичныегибриды(грексы)
- Angdi Kolopaking — venosa х micholitzii (Atmo Kolopaking) 1986
- Brother Trekkie — floresensis х micholitzii (Brothers Orchid Nursery) 2000
- Formosa Star — micholitzii х amabilis (Morris Young) 1991
- Gelblieber — amboinensis х micholitzii (T. Brown (Atmo Kolopaking)) 1984
- Gladys Fang — floresensis х micholitzii (R. Ang) 2004
- Green Valley — fimbriata х micholitzii (Fredk. L. Thornton) 1972
- Inscript-Micholitz — inscriptiosinensis х micholitzii (Peter Lin) 2004
- Jason Scott — micholitzii х modesta (Mr/Mrs Greg & Irma Scott) 1989
- Joy Micholitz-Ludde — micholitzii х lueddemanniana (Peter Lin (Wu)) 2007
- Margie Lane — mannii х micholitzii (Fredk. L. Thornton) 1970
- Micholart — stuartiana х micholitzii (Dr Henry M Wallbrunn) 1970
- Mickey’s Java — micholitzii х javanica (Sky Island Orchids) 1993
- Miracle Gift — micholitzii х gibbosa (Hou Tse Liu) 1999
- Penang Violacea — violacea х micholitzii (Ooi Leng Sun Orchid Nursery & L) 1987
- Pepin — gigantea х micholitzii (T. Brown (Atmo Kolopaking)) 1984
- Professor Rubinia — lindenii х micholitzii (Atmo Kolopaking) 1985
- Selene — maculata х micholitzii (Dr Henry M Wallbrunn) 1984
- Sumitz — sumatrana х micholitzii (Dr Henry M Wallbrunn) 1973
- Tarlac Bellina — micholitzii х bellina (Cesario Gene Tobia) 2003
- Tzu Chiang Tetralitz — tetraspis х micholitzii (Tzu Chiang Orchids) 2000